# نخت‌نیت
نخت‌نیت (انگلیسی: Nakhtneith؛ مرگ ح. ۳۰۵۰ ق.م.) یک ملکه همسر در مصر باستان در دوران حکمرانی دودمان نخست مصر بود. نام او برگرفته از نیت است به معنای «نیت پرقدرت است».
نخت‌نیت همسر فرعون دجر بود. او از یک سنگ یادبود در ابیدوس (سنگ یادبود ۹۵) که در نزدیکی شوهرش به خاک سپرده شد، شناخته شده است. بر روی سنگ یادبود، او عناوین «یکی از عصای برتر حتس» (Wr.t-ḥts) و «او که حوروس را حمل می‌کند» (Rmn- Ḥr.(w)) را دارد. این سنگ یادبود در حال حاضر در موزه مصر (جی‌ئی ۳۵۰۰۵) است. ابعاد آن ۳۱٫۶ سانتی‌متر ارتفاع و ۱۸٫۵ سانتی‌متر عرض است.